# Saint-Aubin-des-Grois
Saint-Aubin-des-Grois là một xã trong tỉnh Orne, vùng Normandie tây bắc nước Pháp. Xã Saint-Aubin-des-Grois nằm ở khu vực có độ cao trung bình 151 mét trên mực nước biển.